# Acido fluoroacetico
L'acido fluoroacetico è il composto organico fluorurato di formula FCH2CO2H, derivato dall'acido acetico sostituendo un idrogeno del gruppo metilico con un atomo di fluoro. In condizioni normali è un solido cristallino incolore e inodore, facilmente solubile in acqua. È un acido carbossilico altamente tossico.
L'acido fluoroacetico non è disponibile come tale in commercio. Viene venduto in forma di suo sale sodico, il fluoroacetato di sodio, che veniva usato per il controllo dei roditori ed altri mammiferi. Data l'estrema tossicità l'uso è stato tuttavia proibito in molti stati.

## Sintesi
L'acido fluoroacetico fu sintetizzato per la prima volta da Frédéric Swarts nel 1896. Si può preparare dal fluoroacetato di sodio per distillazione da acido solforico. Alternativamente si fa dapprima reagire iodoacetato di metile con fluoruro d'argento (o cloroacetato di metile con fluoruro di potassio) e quindi si idrolizza l'estere.

## Proprietà
Le proprietà chimiche dell'acido fluoroacetico sono quelle tipiche degli acidi carbossilici. La sua acidità è maggiore di quella dell'acido acetico.

## Presenza in natura

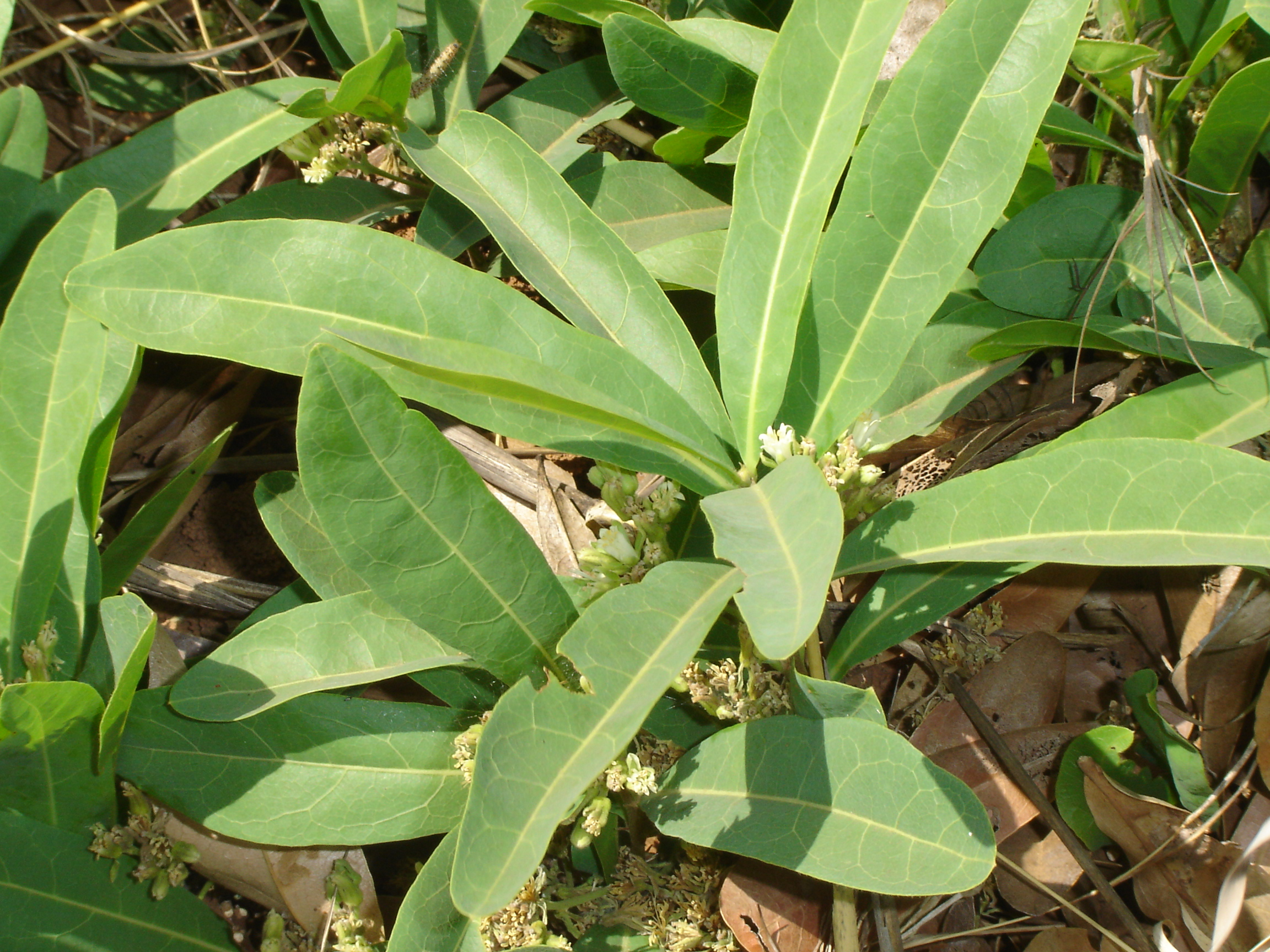
Pianta di gifblaar

L'anione fluoroacetato è presente in natura in almeno 40 piante in Australia, Brasile e Africa. Fu identificato per la prima volta da Marais nel 1944 nelle foglie velenose del gifblaar (Dichapetalum cymosum), un arbusto dell'Africa meridionale. Già dal 1904 i coloni in Sierra Leone per avvelenare i topi utilizzavano estratti di Chailletia toxicaria, che pure contiene acido fluoroacetico o suoi sali. Quantità molto piccole di fluoroacetato sono state trovate in molte piante, compreso il tè.

## Tossicologia
L'acido fluoroacetico sostituisce l'acido acetico nel ciclo dell'acido citrico bloccandone il funzionamento, ed è quindi altamente tossico. La dose letale per l'uomo è di circa 5 mg/kg. Nei roditori, come topo o ratto, la dose è significativamente inferiore, 0,1 mg/kg. Per i pesci e gli invertebrati acquatici, invece, il composto è sostanzialmente non tossico.